# Brăduț
Brăduț (en hongrois Bardóc) est une commune roumaine du județ de Covasna dans le Pays sicule en Transylvanie.
La municipalité est composée des quatre villages suivants:
- Brăduţ, siège de la commune
- Filia (Erdőfüle)
- Tălișoara (Orosztelek)
- Doboșeni (Székelyszáldobos)